# Устюжанинов, Архип Зотович
Архип Зотович Устюжанинов (1894 — 1971) — прокурор и член тройки НКВД по Горьковскому краю.

## Биография
Родился в русской семье крестьян. Учился в городском училище. Работал в течение 9 лет на механической фабрике обуви Долгушиных. Член РКП(б) с 1918. Участник Гражданской войны, воевал на Восточном и Южном фронтах. С 1922 заведующий организационным отделом Орловского уездного комитета партии, народный судья 3-го участка Орловского уезда. С 1924 помощник прокурора Нолинского уезда, с 1928 помощник прокурора Слободского уезда, с января по июнь 1929 председатель Слободского уездного исполнительного комитета. В 1929–1930 инструктор Вятского окружного исполнительного комитета, прокурор Вятского округа, в 1930–1931 прокурор Зуевского района, в 1931–1932 председатель исполкома Зуевского районного совета. В 1932–1935 ответственный — 1-й секретарь Спасского районного комитета ВКП(б). В 1935–1937 прокурор Горьковского края — области. С октября 1937 по июнь 1938 прокурор Дальневосточного края, проживал в Хабаровске. Арестован сотрудниками 4-го отдела УГБ УНКВД 28 июня 1938. Обвинялся по статьям 58-1а, 58-8-11 УК РСФСР, освобождён 14 декабря 1939. Дело прекращено за недоказанностью обвинения, реабилитирован и восстановлен в ВКП(б), о чём писала газета «Тихоокеанская звезда» 21 апреля 1940.